# Gran Premio de San Marino
El Gran Premio de San Marino fue una carrera de automovilismo válida para el Campeonato Mundial de Fórmula 1 que se disputaba anualmente en el Autodromo Enzo e Dino Ferrari de la ciudad de Imola, Italia. Si bien, esta plaza supo albergar al Gran Premio de Italia en 1980 (tras previamente haber albergado fechas no puntuables), tras la rehabilitación del Autodromo Nazionale di Monza y el consecuente retorno del Gran Premio a ese circuito, con el objetivo de no perder esta plaza y debido a su proximidad con la República de San Marino es que al Gran Premio de Fórmula 1 celebrado en Imola comenzó a llamarsele desde 1981 como Gran Premio de San Marino.
La carrera tenía lugar a fines de abril o en mayo, en gran parte de las ediciones como primera cita europea tras fechas como el Gran Premio de Australia, el Gran Premio de Malasia y el Gran Premio de Brasil. A partir de 1998, la Fórmula 3000 Internacional y luego la GP2 Series celebraron carreras preliminares a la de Fórmula 1.
En abril de 1963 se corrió la primera carrera de Fórmula 1 en Imola como fecha no válida para el campeonato (llamada Gran Premio de Imola) y fue ganada por Jim Clark para Lotus. Una segunda carrera no válida se corrió en 1979 (llamada Gran Premio Dino Ferrari) y fue ganada por Niki Lauda corriendo para Brabham-Alfa Romeo. El Gran Premio de Italia de 1980 se celebró en Imola y fue ganado por Nelson Piquet para Brabham-Cosworth. Al año siguiente el Gran Premio de Italia regresó a Monza e Imola pasó a albergar el Gran Premio de San Marino.
En la edición 1994, hubo graves accidentes durante la práctica del viernes: Rubens Barrichello chocó fuertemente con la defensa en la variante Bassa a gran velocidad y se mantuvo inconsciente durante varios minutos. Luego, durante la calificación perdió la vida Roland Ratzenberger y durante la carrera falleció Ayrton Senna tras un accidente en la curva cerrada de Tamburello. Al año siguiente a la curva de Tamburello se le añadió una chicana para obligar a los monoplazas a realizarla a menor velocidad para así aumentar la seguridad. Estos accidentes motivaron la modificación de los automóviles y muchos otros circuitos, así como todo la especialidad en su conjunto, de manera de hacerla más segura.
En años recientes, varios constructores se quejaron de la poca calidad de las instalaciones en Imola y de la irregular superficie de la pista. Sumado a que Italia ya poseía dos grandes premios en el calendario, el Gran Premio de San Marino dejó de disputarse tras la edición 2006; sin embargo, en la temporada 2020 (derivado de la modificación del calendario por la Pandemia de COVID-19) regresaría bajo la denominación de Gran Premio de Emilia-Romaña para reemplazar a otras carreras.

## Ganadores

### Fórmula 1
| Año  | Piloto                 | Constructor      | Circuito | Resultados |
| ---- | ---------------------- | ---------------- | -------- | ---------- |
| 1981 | Nelson Piquet          | Brabham-Ford     | Imola    | Resultados |
| 1982 | Didier Pironi          | Ferrari          | Imola    | Resultados |
| 1983 | Patrick Tambay         | Ferrari          | Imola    | Resultados |
| 1984 | Alain Prost            | McLaren-TAG      | Imola    | Resultados |
| 1985 | Elio de Angelis        | Lotus-Renault    | Imola    | Resultados |
| 1986 | Alain Prost (2)        | McLaren-TAG      | Imola    | Resultados |
| 1987 | Nigel Mansell          | Williams-Honda   | Imola    | Resultados |
| 1988 | Ayrton Senna           | McLaren-Honda    | Imola    | Resultados |
| 1989 | Ayrton Senna (2)       | McLaren-Honda    | Imola    | Resultados |
| 1990 | Riccardo Patrese       | Williams-Renault | Imola    | Resultados |
| 1991 | Ayrton Senna (3)       | McLaren-Honda    | Imola    | Resultados |
| 1992 | Nigel Mansell (2)      | Williams-Renault | Imola    | Resultados |
| 1993 | Alain Prost (3)        | Williams-Renault | Imola    | Resultados |
| 1994 | Michael Schumacher     | Benetton-Ford    | Imola    | Resultados |
| 1995 | Damon Hill             | WilliamsRenault  | Imola    | Resultados |
| 1996 | Damon Hill (2)         | Williams-Renault | Imola    | Resultados |
| 1997 | Heinz-Harald Frentzen  | Williams-Renault | Imola    | Resultados |
| 1998 | David Coulthard        | McLaren-Mercedes | Imola    | Resultados |
| 1999 | Michael Schumacher (2) | Ferrari          | Imola    | Resultados |
| 2000 | Michael Schumacher (3) | Ferrari          | Imola    | Resultados |
| 2001 | Ralf Schumacher        | Williams-BMW     | Imola    | Resultados |
| 2002 | Michael Schumacher (4) | Ferrari          | Imola    | Resultados |
| 2003 | Michael Schumacher (5) | Ferrari          | Imola    | Resultados |
| 2004 | Michael Schumacher (6) | Ferrari          | Imola    | Resultados |
| 2005 | Fernando Alonso        | Renault          | Imola    | Resultados |
| 2006 | Michael Schumacher (7) | Ferrari          | Imola    | Resultados |

## Estadísticas

### Pilotos con más victorias
| Victorias | Piloto                | Años                                     |
| --------- | --------------------- | ---------------------------------------- |
| 7         | Michael Schumacher    | 1994, 1999, 2000, 2002, 2003, 2004, 2006 |
| 3         | Ayrton Senna          | 1988, 1989, 1991                         |
| 3         | Alain Prost           | 1984, 1986, 1993                         |
| 2         | Nigel Mansell         | 1987, 1992                               |
| 2         | Damon Hill            | 1995, 1996                               |
| 1         | Nelson Piquet         | 1981                                     |
| 1         | Didier Pironi         | 1982                                     |
| 1         | Patrick Tambay        | 1983                                     |
| 1         | Elio de Angelis       | 1985                                     |
| 1         | Riccardo Patrese      | 1990                                     |
| 1         | Heinz-Harald Frentzen | 1997                                     |
| 1         | David Coulthard       | 1998                                     |
| 1         | Ralf Schumacher       | 2001                                     |
| 1         | Fernando Alonso       | 2005                                     |

### Constructores con más títulos
| Victorias | Constructor | Años                                           |
| --------- | ----------- | ---------------------------------------------- |
| 8         | Williams    | 1987, 1990, 1992, 1993, 1995, 1996, 1997, 2001 |
| 8         | Ferrari     | 1982, 1983, 1999, 2000, 2002, 2003, 2004, 2006 |
| 6         | McLaren     | 1984, 1986, 1988, 1989, 1991, 1998             |
| 1         | Brabham     | 1981                                           |
| 1         | Lotus       | 1985                                           |
| 1         | Benetton    | 1994                                           |
| 1         | Renault     | 2005                                           |

### Motores con más títulos
| Victorias | Constructor | Años                                           |
| --------- | ----------- | ---------------------------------------------- |
| 8         | Ferrari     | 1982, 1983, 1999, 2000, 2002, 2003, 2004, 2006 |
| 8         | Renault     | 1985, 1990, 1992, 1993, 1995, 1996, 1997, 2005 |
| 4         | Honda       | 1987, 1988, 1989, 1991                         |
| 2         | Ford        | 1981, 1994                                     |
| 2         | TAG         | 1984, 1986                                     |
| 1         | Mercedes    | 1998                                           |
| 1         | BMW         | 2001                                           |